# Pycnonotus xantholaemus
Pycnonotus xantholaemus е вид птица от семейство Pycnonotidae. Видът е световно застрашен, със статут Уязвим.

## Разпространение
Разпространен е в Индия.